# Sylvain Tack
Sylvain Tack (Buizingen, 11 januari 1934 - Oudenburg, 5 februari 2006) was een Vlaamse ondernemer, radiomaker en uitgever.

## Biografie
Tack was eigenaar van een bakkerij, een familiebedrijf dat sinds 1959 de 'Suzy Wafels' produceerde in Buizingen. Hij was toen getrouwd met Suzanne Van Nimmem, een relatie die in 1978 eindigde.

### Muziekwereld
In 1966 ontfermde Tack zich over zanger Paul Severs die voorheen bij manager Pater Pax werkte. Twee jaar later richtte Tack zijn eigen platenmaatschappij op, "Start" (later "Gnome"). Tijdens de jaren '60 en '70 promootte hij talloze Vlaamse artiesten onder wie Paul Severs, John Terra, Ivan Heylen, Joe Harris, Samantha en Paul Michiels met zijn toenmalige band Octopus.

### Radiozenders
Sylvain startte eind 1973 de zeezender Radio Mi Amigo op vanaf het zendschip MV Mi Amigo van Radio Caroline door er voor te zorgen dat Radio Atlantis van Adriaan Van Landschoot, dat drie maanden zendtijd gehuurd had bij Radio Caroline, niet meer verder kon huren.
Enkele maanden eerder had hij samen met Guido Van Liefferinge het jongerenmagazine Joepie opgericht, waarin ook de Joepie Top 50 stond die 'Mi Amigo' uitzond. Voor hij met Radio Mi Amigo was gestart had hij eerst zendtijd gehuurd bij Radio Atlantis voor het promoten van Joepie en Suzy wafels. Net zoals de eigenaar van Radio Atlantis, Adriaan Van Landschoot, vond Sylvain Tack het interessanter om een eigen zeezender op te starten dan zendtijd te huren bij andere zeezenders.
Na 31 augustus 1974 (ingang van het Verdrag van Straatsburg in Nederland) werden programma's nog altijd illegaal opgenomen in de Benelux totdat Sylvain na een inval van de BOB in februari 1975 met zijn Mi Amigo-studio's verhuisde naar Platja d'Aro (in de Spaanse provincie Gerona).
Op 20 oktober 1978 begaven de generatoren aan boord van de MV Mi Amigo het en Radio Mi Amigo staakte de uitzendingen vanaf het zendschip van Radio Caroline. In 1979 kwam Radio Mi Amigo terug in de ether vanaf een nieuw zendschip, de MS Magdalena, vóór de Belgische kust, maar Sylvain Tack had zich ondertussen teruggetrokken uit de radio. Een van de mensen achter het nieuwe zendschip bleek Adriaan Van Landschoot te zijn, de vroegere eigenaar van Radio Atlantis.

### Veroordelingen en handelsfailliet
Na het Spaanse avontuur vertrok Sylvain Tack later naar Haïti. Na terugkomst vanuit Bolivië naar Europa, in Frankrijk, werd hij op 27 november 1981 opgepakt wegens belastingfraude, smokkel, drughandel en medewerking aan een illegale onderneming. Hij werd veroordeeld tot een gevangenisstraf van 7 jaar, waarvan hij er 5 uitzat. Nadien begaf hij zich - terug in België - in de handel in geneeskrachtige kruiden en aanverwante middelen. Een van zijn producten bleek een geregistreerd medicijn dat niet vrij verkocht mocht worden. Het leverde zijn firma Orgakefi een fiscale schuld op die hem bij zijn laatste handelsavontuur, een kefirconcentraat, noodlottig werd.

### Dood
De politie trof hem op 5 februari 2006 dood aan in zijn woning te Oudenburg. Hij was 72 jaar oud. Waarschijnlijk had hij zelfmoord gepleegd.